# Öskü
Öskü ist eine Gemeinde im Kreis Várpalota im Komitat Veszprém im Westen von Ungarn. Das Dorf mit 2283 Einwohnern (Stand 2011) ist für eine romanische Rundkirche aus dem 11. Jahrhundert bekannt.

## Lage und Verkehr

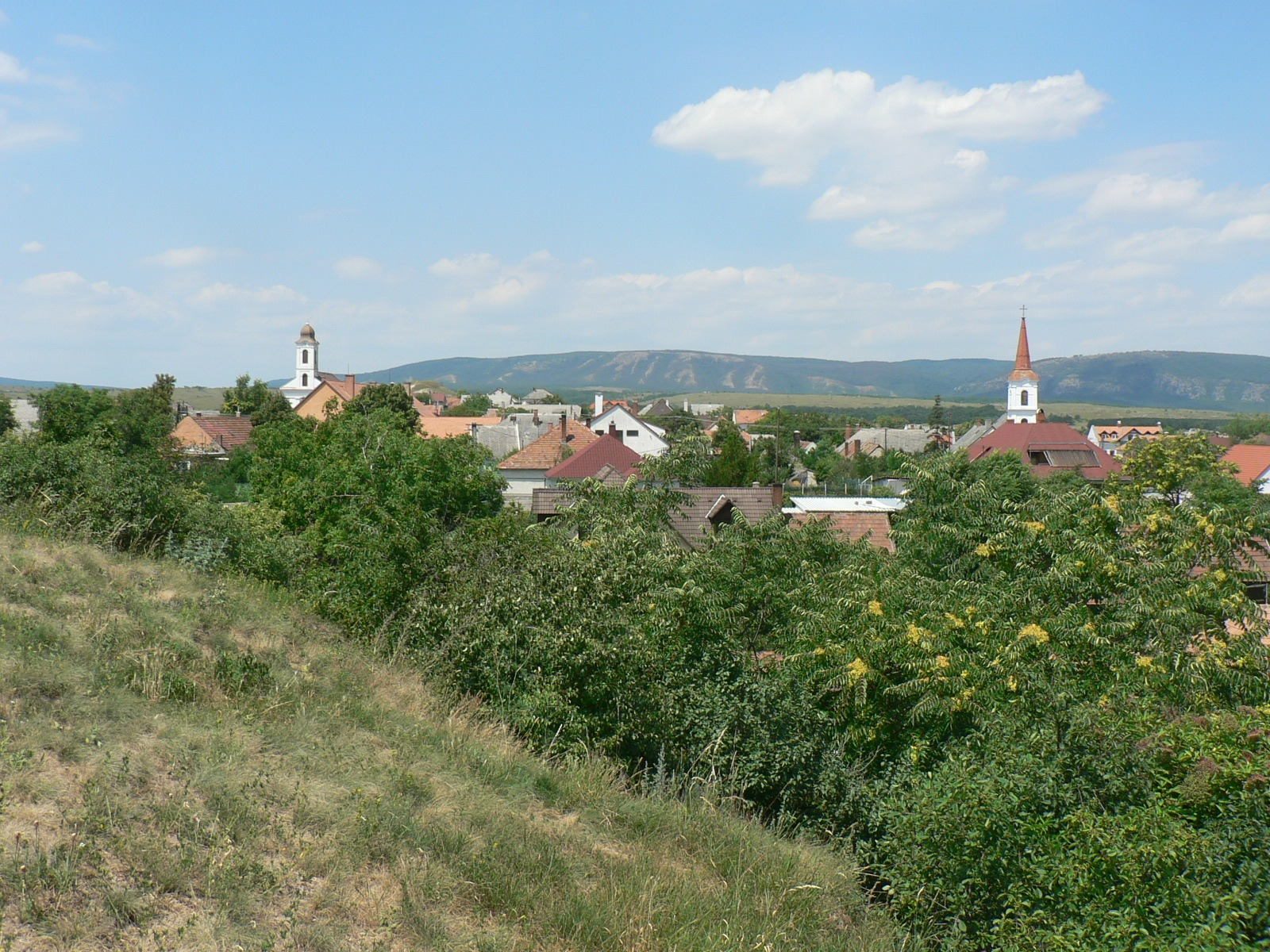
Ortsmitte vom Hügel der Rundkirche Richtung Norden. Links die katholische, rechts die lutherische Kirche. Im Hintergrund die Hügel des Bakonywaldes.

Öskü liegt in einer flachwelligen Agrarlandschaft am südöstlichen Rand des Bakonywalds, eines wenige Kilometer nördlich des Ortes bis auf 574 Meter ansteigenden Hügelgebiets.
Durch die Ortsmitte verläuft die Landstraße Nr. 8214. Parallel zu ihr verbindet die außerhalb vorbeiführende Europastraße 66 die 15 Kilometer westlich gelegene Stadt Veszprém mit Székesfehérvár, rund 30 Kilometer östlich von Öskü. Die nächstgelegene Kleinstadt ist Várpalota, 8 Kilometer östlich. Nachbardörfer sind Hajmáskér im Westen und Pétfürdő im Osten. Der Ort hat eine Haltestelle an der Eisenbahnstrecke von Székesfehérvár nach Szombathely.

## Geschichte
Die Gegend des heutigen Dorfes war bereits im Römischen Reich besiedelt und gehörte ab dem 1. Jahrhundert n. Chr. zur Provinz Pannonia. Der Ort hieß damals Osones, wie aus dem Itinerarium Antonini hervorgeht. In Öskü wurde das römische Militärdiplom eines Azalers gefunden. Die Azaler waren ein illyrischer Stamm, der im Gebiet um Arrabona (heute Győr) und Brigetio (heute Komárom) siedelte. Insgesamt sind fünf römische Militärdiplome von der Region um den Plattensee überliefert. Ösku ist einer der sieben Fundorte römischer Gräber von Veteranen, die in Hilfstruppen, unter anderem aus den Reihen der Azalers dienten und von denen die meisten im Nordosten des Plattensees liegen.
In Ösku und im ebenfalls im Komitat Veszprém gelegenen Jutás wurden große Friedhöfe aus der Zeit der Awaren (5. bis 9. Jahrhundert) entdeckt. Öskü lag in einem Gebiet von Westungarn, das Ende des 8. Jahrhunderts vom Fränkischen Reich unter Karl dem Großen erobert wurde. Entsprechend lassen sich die in den Gräbern gefundenen Kleingegenstände aus Bronze nach ihrer westgermanischen und nach ihrer asiatisch-awarischen Herkunft einteilen.
Nach der Landnahme (ungarisch honfoglalás) durch die magyarischen Stämme um 900 soll gemäß dem Chronisten Anonymus der lokale Stammesfürst Ősbő geheißen haben. Von dessen Namen ist nach der Volksetymologie die erste Silbe in den Ortsnamen eingeflossen. Die zweite Silbe ist demnach von kő, „Stein“, verallgemeinert zu „Burg“, übernommen. Ein weiterer Fürst in Veszprém, der wie Ősbő zum Árpád-Clan gehörte und Land im Bakonywald besaß, hieß Szalók.
Während der rund 150-jährigen Vorherrschaft des Osmanischen Reiches über Ungarn zwischen 1526 und 1686 war der Ort verwüstet und entvölkert. Danach siedelten sich zunächst deutsche Einwanderer an. Anfang des 18. Jahrhunderts ließen sich slowakische Siedler nieder, die 1718 aus den Komitaten Zólyom, Nyitra und Pozsony kamen. Die Zuwanderer brachten in Ungarn unbekannte Bräuche aus ihrer Heimat mit. So berichtet etwa eine ungarische Quelle von 1834 über den „seltsamen Hochzeitsbrauch“ der in Öskü lebenden Slowaken, die am Morgen nach dem Hochzeitsfest nach einem bestimmten Ritus einen schwarzen Hahn köpften. Ein vergleichbares Ritual pflegten die lutherischen Deutschen, die in vielen Orten eine Minderheit bildeten.

## Ortsbild

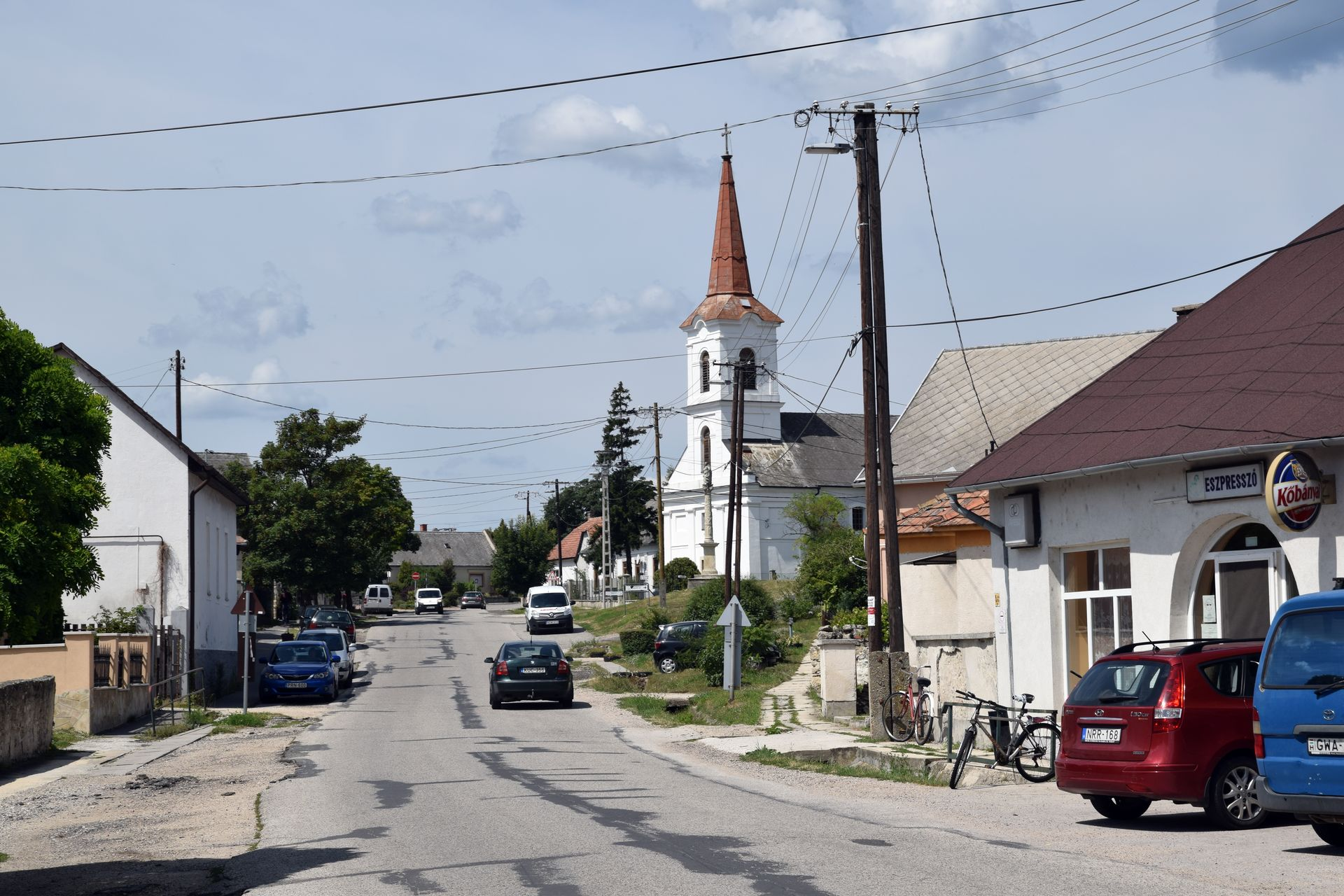
Hauptstraße Fö utca nach Westen. Rechts Kneipe, Mitte lutherische Kirche.

Öskü ist ein Haufendorf mit einem unregelmäßigen Straßenverlauf. Die Wohnhäuser stehen meist mit dem Giebel zur Straße auf langrechteckigen Grundstücken, die hinter dem Haus bewirtschaftet werden. Die Bahnlinie führt in einem Bogen im Süden um den alten Ortskern herum, weitere Ortsteile erstrecken sich südlich der Bahnlinie bis zur Schnellstraße und nach Nordosten. Im Bereich der Ortsmitte liegen an der ungefähr west-östlich verlaufenden Hauptstraße (Fő utca) die klassizistische lutherische Kirche von 1786 (Ösküi Evangélikus templom), die an ihrem Spitzdach über dem Glockenturm erkennbar ist, und 150 Meter westlich die klassizistische römisch-katholische Kirche von 1847 mit einem haubenförmigen Turmdach. Auf einer Freifläche neben der lutherischen Kirche steht eine von Mihály Szloboda 1746 angefertigte barocke Säule der heiligen Anna und vor der römisch-katholischen Kirche steht eine Dreifaltigkeitssäule von Szloboda aus dem Jahr 1750.
Der zentrale Platz ist die Bushaltestelle vor der katholischen Kirche, während sich der Bahnhof einen halben Kilometer außerhalb im Nordosten befindet. Es gibt eine Grundschule (Tasner Antal Általános Iskola), eine Poststelle, einen Lebensmittelladen (COOP) und eine Kneipe gegenüber der Gemeindeverwaltung. Die sich auf einem kleinen Felshügel an der Bahnlinie erhebende Rundkirche ist vom zentralen Platz über die nach Süden führende Mecset utca zu erreichen.

## Rundkirche

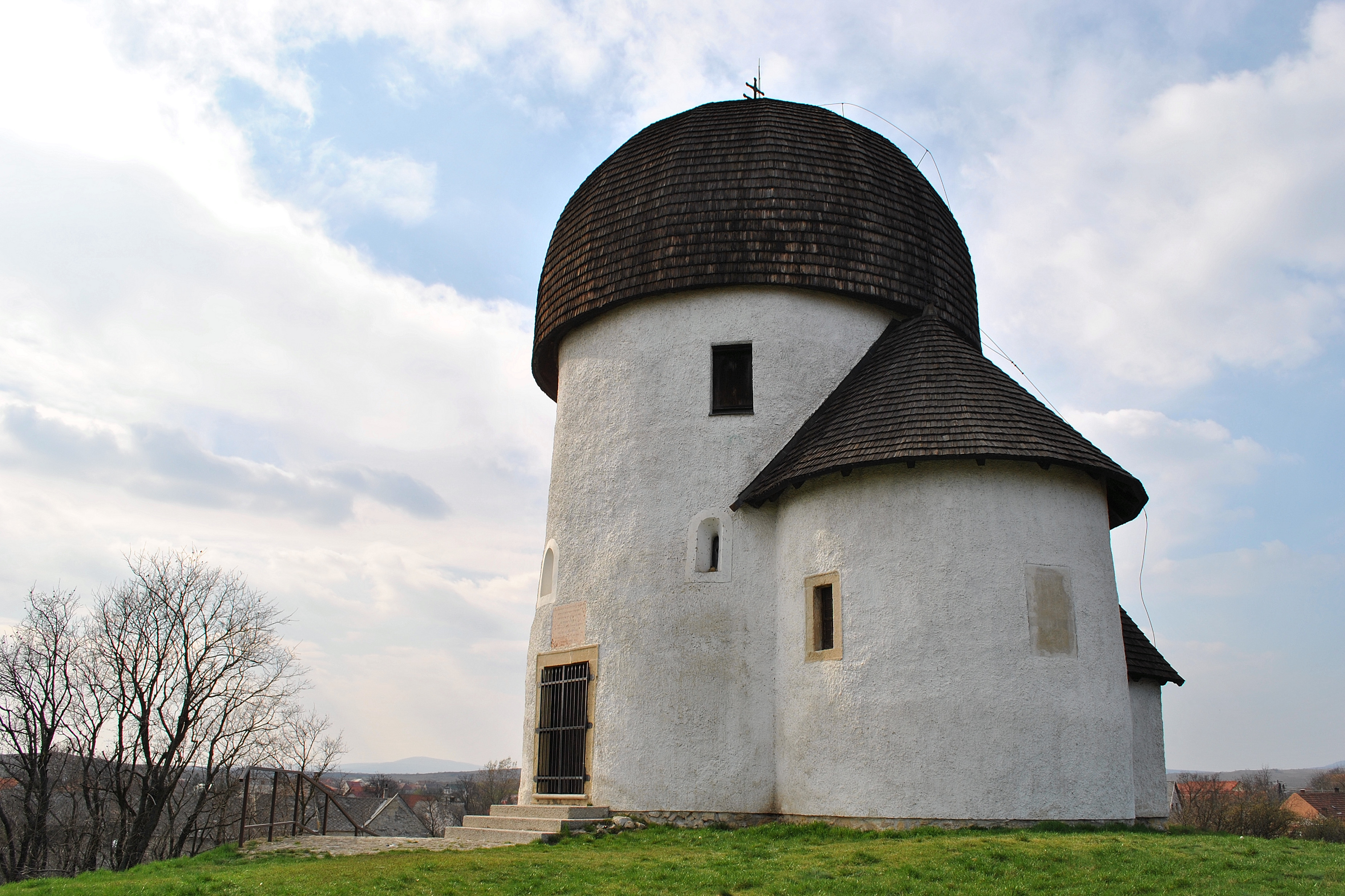
Rundkirche von Südosten

Die „Rundkirche von Öskü“ (ungarisch Ösküi kerektemplom) wurde Ende des 11. Jahrhunderts errichtet und gehört zu einer einstmals großen Gruppe von Rundkirchen, die im 10. und 11. Jahrhundert im östlichen Europa entstanden, vor allem in Polen, Böhmen und Ungarn. Sie sind durch Ausgrabungen seit dem Zweiten Weltkrieg bekannt. Der Bau dieser Kirchen in Ungarn hängt mit der Ausbreitung des Katholizismus von Westeuropa während der Dynastie der Árpáden zusammen, nachdem Stephan I. (reg. 1000–1038) der erste christliche König seines Landes geworden war und die Missionierung vorantrieb. Die meisten Rundkirchen – vermutlich einschließlich derjenigen in Öskü – entstanden als einfache Dorfkirchen, andere gehörten ursprünglich als Kapellen zu herrschaftlichen Palästen oder Burgen. Aus der Bauzeit sind keine schriftlichen Quellen überliefert, deren Datierung ergibt sich aus dem fischgrätenartigen Verband des Mauerwerks (entsprechend dem römischen Opus spicatum). Vormals geäußerte Theorien legten für die Kirche von Öskü eine Verbindung zu einer Festung nahe, außerdem gab es die heute verworfenen Vermutungen, sie könnte auf römischen Fundamenten errichtet worden sein oder in der Türkenzeit zu einer Moschee gehört haben.
Architektonische Vorbilder der dörflichen Rundkirchen, die in Westungarn unter böhmischem und mährischem Einfluss entstanden, waren Palastkapellen, die wiederum letztlich auf die karolingische Pfalzkapelle im Aachener Dom zurückgehen. Die älteste ungarische Rundkirche, die möglicherweise als direktes Vorbild der späteren diente, ist die Palastkapelle von Fürst Géza (reg. 971–997) in Esztergom, die 970 bis 990 erbaut wurde. Im Norden Ungarns ist die Rundkirche von Szalonna vom Ende des 11. Jahrhunderts mit einer halbkreisförmigen Apsis erhalten.
In Mähren ist die älteste erhaltene Rundkirche die aus der ersten Hälfte des 11. Jahrhunderts stammende Rotunde St. Katharina in Znojmo, in der Slowakei blieben lediglich die Georgs-Rotunde von Skalica aus dem 12. Jahrhundert und die Margaretakirche von Šivetice mit einer Apsis aus der ersten Hälfte des 13. Jahrhunderts erhalten. Die einzige vollständig erhaltene romanische Rundkirche in Rumänien befindet sich in Geoagiu. Die Sankt-Anna-Rundkirche von Kallósd (Ende 13. Jahrhundert) besitzt eine halbrunde Apsis im Osten und ringsum Wandnischen.
Ein anderer Typ ungarischer Zentralbauten sind die mutmaßlich auf armenischen Einfluss zurückgehenden Rundkirchen östlich der Donau, deren Innenraum als Vierpass- oder Sechspassanlage gestaltet ist. Zu ihnen gehören in Ungarn die Dorfkirchen in Karcsa (11. Jahrhundert), Kiszombor (im Komitat Csongrád, 12. Jahrhundert) und Pápoc (bei Sárvár, um 1220).

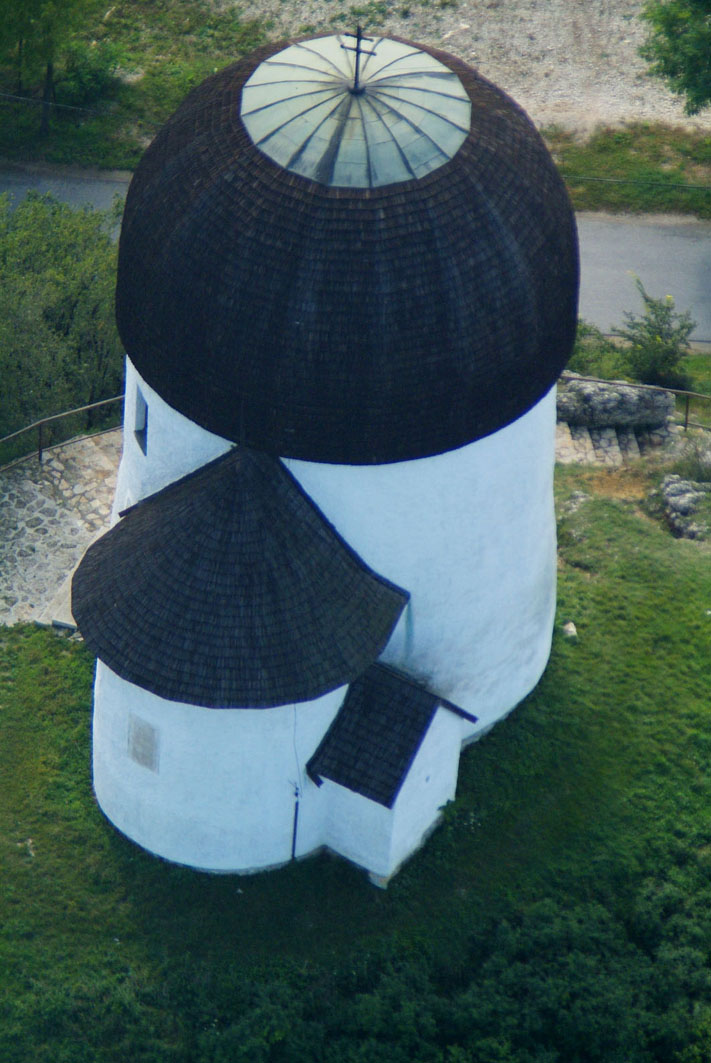
Luftbild von Nordosten. Apsis und Sakristeianbau.

Die Dorfkirche von Öskü erhielt im 15. Jahrhundert die Funktion einer Kapelle für die in der Nähe des Hügels existierende Burg des Miklós Újlaky (kroatisch Nikola Iločki, 1410–1477) aus dem kroatisch-ungarischen Adelsgeschlecht Iločki, der noch weitere Burgen in seinen Ländereien besaß. Nach dem Ende der Türkenherrschaft wurde die beschädigte Kirche Anfang des 18. Jahrhunderts restauriert. Es gibt Belege über den Kauf von Holz und anderen Materialien zum Bau der Dachkuppel aus den Jahren 1702 und 1703. Der Altar wurde 1725 eingebaut, wie aus einem Vertrag mit dem beauftragten Handwerker hervorgeht. Des Weiteren berichtet der Bischof von Veszprém aus dem Jahr 1747, dass das Schindeldach der Kirche mit einem kleinen Turm mit einer Glocke bekrönt war. Dieser Glockenturm wurde vermutlich bei der ersten Restaurierung des Daches 1703 aufgesetzt, er wird auch noch in einem Dokument aus dem Jahr 1846 erwähnt.
Das pilzförmige Kuppeldach erhielt seine Form bei einer weiteren Restaurierung 1763. Der Turmaufbau auf der Mitte der Kuppel verschwand bei einer Reparatur des Daches 1878. Zu jener Zeit wurde auch die Sakristei seitlich angebaut. Heute ist das Kuppeldach mit Schindeln verkleidet, lediglich der flache Mittelteil ist zeitgemäß mit Blechscharen abgedeckt. Diese Dachsanierung, bei der die Kuppelform von 1878 beibehalten wurde, erfolgte 1975 und 1976.
Der Innendurchmesser des Gebäudes beträgt etwa 7 Meter. Die Wände sind 90 Zentimeter stark. Der Grundplan ist nicht genau kreisförmig, sondern geringfügig elliptisch, denn er misst in Nord-Süd-Richtung ungefähr 50 Zentimeter mehr. Untersuchungen ergaben, dass der Raum ursprünglich hufeisenförmig angelegt war und erst später in eine annähernd kreisrunde Form gebracht wurde. Im Osten ist der Hauptraum um eine halbrunde Apsis mit Kegeldach erweitert. Die Wände beider Gebäudeteile bestehen aus Kalkstein, die später an der Nordseite der Apsis angebaute Sakristei ist ein kleiner rechteckiger Raum mit Ziegelmauern und einem Satteldach. Der Eingang befindet sich an der Südseite des Hauptraums. Die einzigen drei kleinen Fensteröffnungen am Hauptgebäude befinden sich an der Südseite. Die Apsis verfügt heute nur über ein Fenster an der Südseite. Die Außenwände wurden bei der letzten Restaurierung mit einem groben Strukturputz versehen und weiß gestrichen.
Die Innenwände sind ebenfalls vollständig weiß, abgesehen von einem rot gefassten Gesims, das am Kuppelansatz umläuft, und einer Rosette mit einem Malereirest.

## Söhne und Töchter der Stadt
- Antal Tasner (1808–1861), Jurist und unter anderem Privatsekretär des Staatsreformers Graf István Széchenyi. Die Grundschule des Ortes ist nach ihm benannt.

## Gemeindepartnerschaft
- Martovce, Slowakei  Pétfürdő